# Ricardo Laborde
Ricardo Alexis Laborde León (Cartagena, 16 febbraio 1988) è un ex calciatore colombiano, di ruolo centrocampista.